# Chimarra montana
Chimarra montana är en nattsländeart som beskrevs av Douglas E. Kimmins 1955. Chimarra montana ingår i släktet Chimarra och familjen stengömmenattsländor. Inga underarter finns listade i Catalogue of Life.